# NGC 7416
NGC 7416 is een balkspiraalstelsel in het sterrenbeeld Waterman. Het hemelobject werd op 25 augustus 1864 ontdekt door de Duitse astronoom Albert Marth.

## Synoniemen
- MCG -1-58-4
- PGC 70025